# Adios (canción de Everglow)
«Adios» es un sencillo interpretado por el grupo femenino surcoreano Everglow, de su segundo álbum sencillo, Hush. La canción fue lanzada el 19 de agosto de 2019 por Yuehua Entertainment como el sencillo principal del álbum sencillo.
La canción alcanzó el segundo lugar en World Digital Song Sales.

## Antecedentes y escritura
El 4 de agosto de 2019, Yuehua Entertainment anunció que Everglow lanzaría su segundo álbum sencillo, Hush. Las imágenes conceptuales se publicaron entre el 6 y el 8 de agosto. La lista de canciones se publicó el 11 de agosto y reveló que el álbum sencillo tiene tres temas: «Hush», «Adios» y «You Don't Know Me».

## Video musical
El videoclip oficial de la canción se publicó el 19 de agosto de 2019, día en que se lanzó la canción como sencillo. Al inicio del clip se puede ver el logo de la banda y luego una de las integrantes del grupo lanza dos pelotas al piso. Más adelante, se puede ver a otra integrante de la banda recostada sobre una superficie similar a la Tierra.
A agosto de 2023, el videoclip tiene más de 170 millones de visitas.

## Posicionamiento en listas
| Listas (2019)          | Mejor posición |
| ---------------------- | -------------- |
| Corea del Sur (Circle) | 74             |